# Vietbocap canhi
Vietbocap canhi (лат.) — троглобионтный вид скорпионов, единственный в составе рода Vietbocap из семейства Pseudochactidae. Вьетнам, национальный парк Фонгня-Кебанг. Пещеры Тхиендыонг (Động Thiên Đường) и Tiên Sơn Cave.

## Распространение
Юго-Восточная Азия: Вьетнам, провинция Куангбинь, национальный парк Фонгня-Кебанг. Пещеры Тхиендыонг (Động Thiên Đường; 17°31′11.1″N; 106°13′23″E) и Tiên Sơn Cave (17°31′58.8″N; 106°16′01.2″E). Обнаружены в тёмной зоне в глубине двух пещер, в 200—500 м от входа в одной и в 1-5 км в другой.

## Описание
Мелкие пещерные скорпионы. Длина тела от 27 до 35 мм. Медиальные и латеральные оцеллии, а также голенные шпоры отсутствуют. Окраска основания тегумента от бледно-желтоватой до красновато-желтой (беловатой у незрелых особей). Хелицеры, педипальпы (кроме хелы пальцев), ноги, задняя треть тергитов и стернитов и тельсон немного светлее карапакса, передних двух третей тергитов и стернитов и брюшка. Зубцы хелицер, вершина тельсона и ряд бугорков на педипальпах тёмно-красные; педипальпальный и метасомальный кили красноватые. Стернум и стерниты светлые, беловатые. Акулеус красновато-черный.

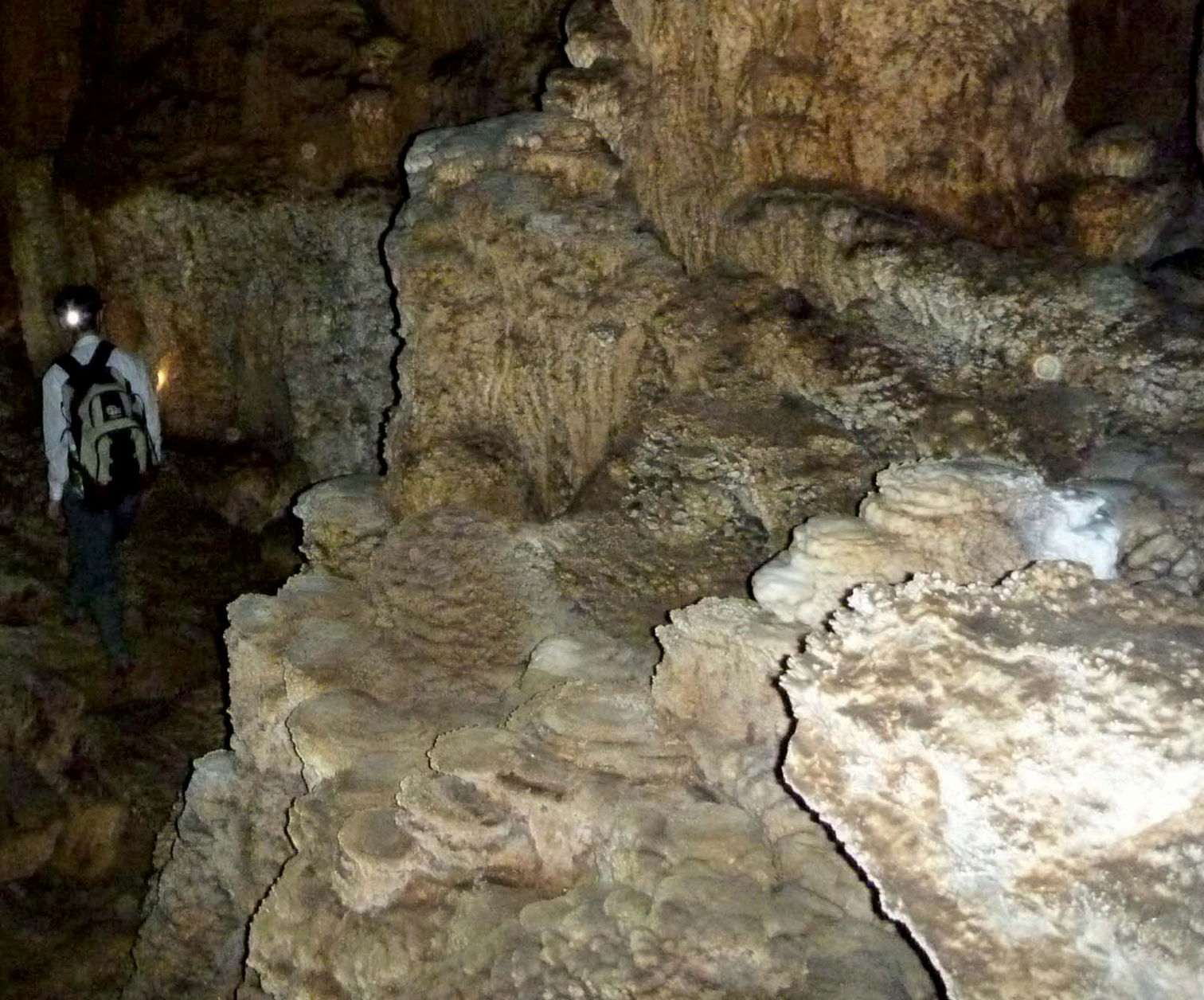
Пещера
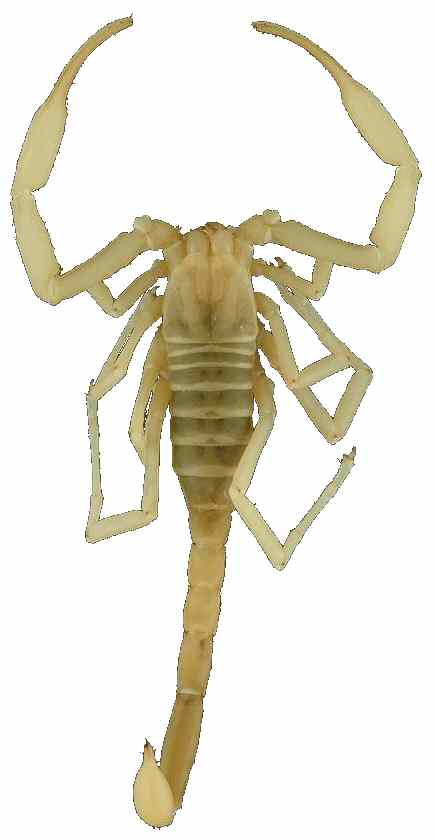

## Классификация
Вид был впервые описан в 2010 году французским зоологом Вильсоном Лоуренсом (Wilson R. Lourenço; Национальный музей естественной истории, Париж) и вьетнамским специалистом Д. С. Фамом (вьет. Đình Sắc Pham; Institute of Ecology and Biological Resources (IEBR), Vietnam Academy of Science and Technology, Ханой).
Синонимы:
- = Vietbocap aurantiacus Lourenco, Pham, Tran & Tran, 2018[4]
- = Vietbocap quinquemilia Lourenco, Pham, Tran & Tran, 2018
- = Vietbocap thienduongensis Lourenço & Pham, 2012[3]